# 風になる (佐藤朱美の曲)
『風になる』（かぜになる）は、佐藤朱美の4枚目のシングル。1997年4月21日にバンダイ・ミュージックエンタテインメントよりリリースされた。

## 解説
前作「夜が明ける前に」より5ヵ月ぶりのリリース。「風になる」はTAX「中古車販売」CMソングに起用された。

## 収録曲
1. 風になる
  - TAX「中古車販売」CMソング
  - 作詞：佐藤朱美、作曲：芹澤和則、編曲：川瀬智
2. 奇蹟の連続
  - 作詞：青木久美子、作曲：菊地圭長、編曲：矢野立美
3. 風になる (オリジナル・カラオケ)
4. 奇蹟の連続 (オリジナル・カラオケ)